# Influenzavirus A subtipo H10N3
Influenzavirus A subtipo H10N3 es un subtipo de influenzavirus tipo A causante de la influenza (gripe). 
El primer caso humano de esta infección se registró en la ciudad de Zhenjiang, en la provincia oriental china de Jiangsu. Según la Comisión Nacional de Salud de China (NHC), el paciente era un hombre de 41 años que ingresó en el hospital con síntomas el 28 de abril de 2021 y fue diagnosticado de H10N3 el 28 de mayo de 2021. La NHC afirmó que no se ha informado la transmisión del H10N3 en humanos en ningún otro lugar de China.
En los 40 años anteriores a 2018 solo se habían registrado unos 160 casos del virus, la mayoría en diversas aves acuáticas o silvestres. El riesgo de transmisión a gran escala es bajo.